# Галина Квятковська
Галина Квятковська (пол. Halina Kwiatkowska; 25 квітня 1921, Бохня — 12 листопада 2020, Констанцин-Єзьорна) — польська актриса, педагог.

## Біографія
Хелена Крулікевич (пол. Helena Królikiewiczówna) народилася 25 квітня 1921 року.
Подруга зі шкільних і студентських років Кароля Войтили, з яким вона виступала на шкільній сцені та в театрі «Рапсод». Тривалий час працювала на сцені краківських театрів. Вона зіграла 64 важливі ролі в п'єсах Мечислава Котлярчика, Броніслава Домбровського, Владислава Кшемінського, Конрада Свінарського, Юзефа Шайни, Єжи Яроцького та Зиґмунта Гюбнера. Артистка кабаре — грала на сцені кабаре в «Ямі» Міхаліки. Вихователь Краківського PWST. Автор драм, радіодрам і посібника з гарної поведінки. Автор книжки «Поселення з пам'яттю», за яку отримала краківську нагороду «Книга місяця» (березень 2002). Була одружена з письменником Тадеушем Квятковським.
7 листопада 2007 року під час урочистостей у Державній театральній академії ім Людвіка Сольського в Кракові, вона отримала золоту медаль «Zasłużony Kulturze Gloria Artis», якою її нагородив міністр культури та національної спадщини Казімеж Міхал Уяздовський.
Артистка працювала в Асоціації художників польської сцени, обиралась до органів Асоціації.
30 листопада 2020 року урна з прахом актриси поміщено в колумбарій Алеї Заслужених на військовому кладовищі на вул. Прандоти в Кракові (квартал CIX-mur II-3).

## Фільмографія
- 1958 — «Попіл і діамант» за роль полковника Катажини Станєвичової, невістки Щуки
- 1968 — Лялька в ролі Кшешовської
- 1971 — Вікторина чи ти з Бове|Вікторина чи ти з Бове? як співрозмовник Петра за вечерею
- 1978 — 07 звіт як американець на кордоні (епізод 6)
- 1980 — Через роки, через дні… (еп. 3)
- 1987 — Смерть Джона Л.
- 1988 — Розгубленість
- 1996 — Історія Юзефа Швейка та його шлях на фронт — баронеса (серія 1)
- 2004 — Чарльз. Чоловік, який став папою в старості
- 2007 — І нарешті приїхали туристи — Зофія Кшемінська, сестра Станіслава